# فيرا شفارتز
فيرا شفارتز (بالألمانية: Vera Schwarz)‏ (و. 1888 – 1964 م) هي مغنية، ومغنية أوبرا نمساوية، ولدت في زغرب، توفيت في فيينا، عن عمر يناهز 76 عاماً.

## التعليم
تعلمت في معهد دتمولد للموسيقى ‏.

## وصلات خارجية
- فيرا شفارتز على موقع IMDb (الإنجليزية)
- فيرا شفارتز على موقع ميوزك برينز (الإنجليزية)
- فيرا شفارتز على موقع قاعدة بيانات برودواي على الإنترنت (الإنجليزية)
- فيرا شفارتز على موقع أول ميوزيك (الإنجليزية)
- فيرا شفارتز على موقع ديسكوغز (الإنجليزية)

- فيرا شفارتز في قاعدة بيانات الأفلام على الإنترنت